# Being Astral and All Registers – Power of Two
Being Astral and All Registers – Power of Two (Eigenschreibweise ....... Being Astral and All Registers – Power of Two......) ist ein Jazzalbum von Cecil Taylor und Tony Oxley. Die am 10. Mai 2002 beim Ulrichsberg Festival im Jazzatelier Ulrichsberg entstandenen Aufnahmen erschienen am 25. Oktober 2020 auf dem Label Discus Music.

## Hintergrund
Die 2018 verstorbene Free-Jazz-Ikone Cecil Taylor soll in seiner Karriere nur zwei Duo-Alben aufgenommen haben, meint Karl Ackermann etwas einseitig auf Produktionen bei großen Labeln schauend: Das eine war Embraced (Pablo, 1977) mit Mary Lou Williams, das andere Historic Concerts (Soul Note, 1984) mit Max Roach. Im Jahr 2020 fand Taylor langjähriger musialischer Partner, der Schlagzeuger Tony Oxley zwei Live-Taylor-Oxley-Aufnahmen in seinem persönlichen Archiv, das in einem Keller in Deutschland untergebracht war, Birdland, Neuburg 2011 (Fundacja Słuchaj, 2020), gefolgt von Being Astral & All Registers...Power of Two. Taylor hatte 1988 in Berlin begonnen mit Oxley zusammenzuarbeiten, und der Schlagzeuger wurde später in den 1990er Jahren Teil von Taylors Trio mit William Parker und von Taylors Workshop Ensemble. Als Duo nahmen sie auch Ailanthus / Altissima: Bilateral Dimensions of 2 Root Songs (Triple Point Records, 2010) und Birdland, Neuburg 2011 auf.

## Titelliste
- Being Astral and All Registers – Power of Two (Discus 106CD)[3]

1. Being Astral and All Registers 33:00
2. Power of Two 26:41

Die Kompositionen stammen von Cecil Taylor & Tony Oxley.

## Rezeption
Der extravagante Free-Jazz-Urvater Cecil Taylor habe eine etwas ungewöhnliche musikalische Partnerschaft mit dem Schlagzeuger und Improvisationspionier Tony Oxley von ihrem ersten Treffen im Jahr 1988 an 2018 gehabt, meinte Daniel Spicer in Jazzwise. Bei diesem Mitschnitt sei leicht zu verstehen, warum. Während Taylor einen stark perkussiven Angriff bevorzuge – der von Val Wilmer bekanntermaßen als ähnlich dem Spielen von „88 gestimmten Trommeln“ beschrieben wird – nähere sich Oxley dem Schlagzeug als einem Malkasten mit Klangfarben und Texturen, das mit Metallfetzen, Gongs und Glocken erweitert wird. Während Taylor sich in Hyper-Drive-Manier stürze und Oxley gespenstische Schreie und metallisches Flüstern von sich gebe, sei es fast so, als hätten sich die beiden Stilisten darauf geeinigt, die Rollen zu tauschen. Auch wenn die Idee der telepathischen Vereinigung bei der Beschreibung des Prozesses des improvisierten Musizierens zu einem Gemeinplatz geworden sei, gebe es bei Taylor und Oxley ein echtes Gefühl von etwas Unheimlichem in den plötzlichen Stopps und aufblühenden Momenten der Schönheit.

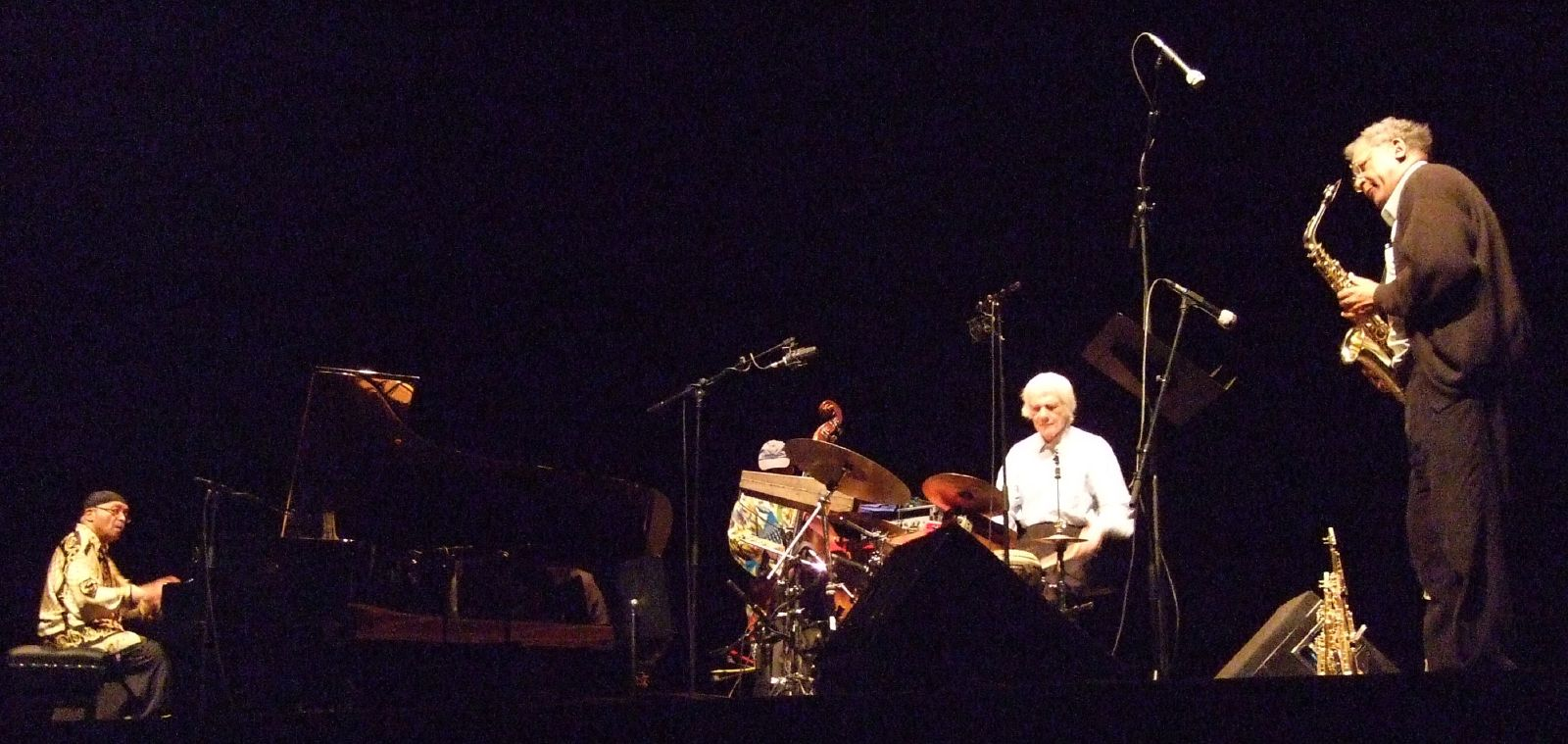
Cecil Taylor (links) mit Tony Oxley, William Parker (verdeckt) und Anthony Braxton (rechts, evtl. 2007)

Nach Ansicht von Karl Ackermann, der das Album in All About Jazz rezensierte, ist ein Großteil der halbstündigen freien Improvisationen, „Being Astral & All Registers“ und das abschließende „Power of Two“, entschieden freies Spiel, aber beide Stücke, insbesondere letzteres, hätten Melodien, die durch die Anarchie [bedingt] nur verstreut auftauchen. Dies sei nicht weniger herausfordernd anzuhören als ein Großteil von Taylors Katalog. Taylors hämmernde Cluster und Oxleys aggressive polyrhythmische Improvisationen würden eine überraschende Balance schaffen. Wie auch Birdland, Neuburg 2011 sei das Album voller harmonischer Kollisionen, flüchtiger Melodien und Unberechenbarkeit. Oxleys späte Archiv-Entdeckungen trügen dazu bei, den Ruf dieser beiden Legenden stärken.
Nic Jones schrieb im Jazz Journal, wenn man viel vom „zeitgenössischen Jazz“ als einen „Klang der Gleichgültigkeit“ bezeichnen kann, dann sei diese Veröffentlichung „ein Klang des Engagements“. Pauschale [Rezeptionen] oder andere Verallgemeinerungen seien oft riskant, und das treffe hier zu, aber Tatsache bleibe, dass Taylor und Oxley keine Kompromisse eingegangen seien. Sie würden eine Klangwelt schaffen, die Anforderungen an den Zuhörer stellt und darüber hinaus Anforderungen an sich selbst stellt.
Der Kontrast zwischen Oxleys äußerst reaktivem Stil, der gleichzeitig klapprig und melodisch klinge, und Taylors dicht blühenden Strömen von Tönen habe einen ganz neuen Strom geschaffen, schrieb David Grundy in Point of Departure. Mit Taylor sei Oxleys Spiel zunehmend reaktionsschnell und melodisch geworden, und er habe oft die melodischen Gesten des Pianisten im Bruchteil einer Sekunde wiederholt, um die sich schnell bewegenden Details von Taylors Spiel, seine Figuration und Refiguration von melodischem Material über die Oktaven hinweg („all Register“) vorwegzunehmen und zu unterstreichen, zu kontrastieren und zu verstärken. Währenddessen praktizierten die beiden, was Adam Baruch in den Liner Notes einen „Rollentausch, d. h. auf dem Klavier trommeln und auf den Trommeln spielen“ nennt. Diese Musik sei voll leuchtender Klarheit und Anmut.